# 前田珍長
前田 珍長（まえだ よしなが、明和3年1月14日（1766年2月22日） - 文化9年7月3日（1812年8月9日））は、江戸幕府の高家旗本で侍従隠岐守前田清長の長男。生母は牧野因幡守明成の娘、牧野豊前守惟成の妹・岑（みね）。幼名は長九郎。通称は式部、采女、帯刀。高家前田家の4代当主。
寛政元年（1789年）2月29日に実父・清長が死去し、同年5月3日に家督を相続を命じられ、表高家となる。同月15日に12代将軍徳川家斉に御目見し、御太刀銀馬代を献上、家督の御礼を言上する。

寛政10年（1798年）11月29日に願い出の上で隠居し、養子前田長皓（実弟）に家督を譲る。文化9年（1812年）7月3日病死、享年47。市ヶ谷・自證院に葬られた。法号は積善院性岳圓德大居士。
妻および実子はなし。